# Grande Prêmio da Suécia de 1976

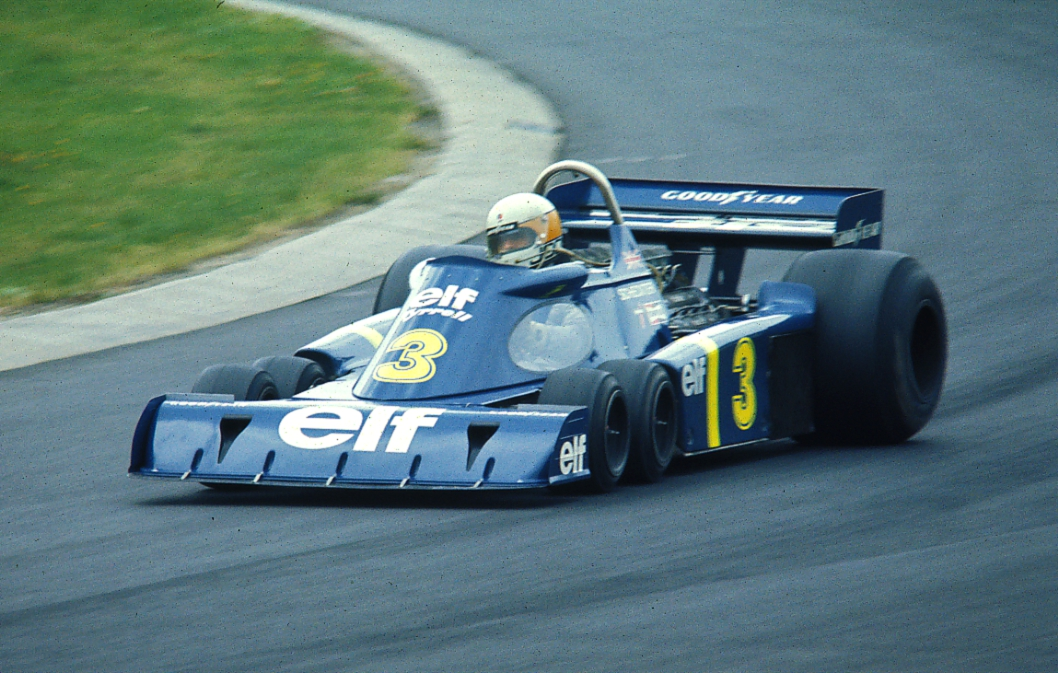
O Tyrrell P34 guiado por Jody Scheckter no Grande Prêmio da Alemanha de 1976 em Nürburgring. O GP da Suécia foi o único vencido por este carro.

Resultados do Grande Prêmio da Suécia de Fórmula 1 realizado em Anderstorp em 13 de junho de 1976. Sétima etapa da temporada, nele o sul-africano Jody Scheckter e seu Tyrrell P34 passaram à história da categoria graças ao inédito triunfo de um carro de seis rodas, algo jamais repetido.

## Resumo
A exemplo do ocorrido em 1974, Jody Scheckter venceu com sua Tyrrell-Ford em dobradinha com Patrick Depailler.

## Classificação da prova
| Pos. | Nº | Piloto             | Construtor         | Voltas | Tempo/Diferença | Grid | Pontos |
| ---- | -- | ------------------ | ------------------ | ------ | --------------- | ---- | ------ |
| 1    | 3  | Jody Scheckter     | Tyrrell-Ford       | 72     | 1:46:53.729     | 1    | 9      |
| 2    | 4  | Patrick Depailler  | Tyrrell-Ford       | 72     | + 19.766        | 4    | 6      |
| 3    | 1  | Niki Lauda         | Ferrari            | 72     | + 33.866        | 5    | 4      |
| 4    | 26 | Jacques Laffite    | Ligier-Matra       | 72     | + 55.819        | 7    | 3      |
| 5    | 11 | James Hunt         | McLaren-Ford       | 72     | + 59.483        | 8    | 2      |
| 6    | 2  | Clay Regazzoni     | Ferrari            | 72     | + 1:00.366      | 11   | 1      |
| 7    | 10 | Ronnie Peterson    | March-Ford         | 72     | + 1:03.493      | 9    |        |
| 8    | 8  | José Carlos Pace   | Brabham-Alfa Romeo | 72     | + 1:11.613      | 10   |        |
| 9    | 16 | Tom Pryce          | Shadow-Ford        | 71     | + 1 volta       | 12   |        |
| 10   | 9  | Vittorio Brambilla | March-Ford         | 71     | + 1 volta       | 15   |        |
| 11   | 12 | Jochen Mass        | McLaren-Ford       | 71     | + 1 volta       | 13   |        |
| 12   | 17 | Jean-Pierre Jarier | Shadow-Ford        | 71     | + 1 volta       | 14   |        |
| 13   | 19 | Alan Jones         | Surtees-Ford       | 71     | + 1 volta       | 18   |        |
| 14   | 35 | Arturo Merzario    | March-Ford         | 70     | Motor           | 19   |        |
| 15   | 18 | Brett Lunger       | Surtees-Ford       | 70     | + 2 voltas      | 24   |        |
| Ret  | 24 | Harald Ertl        | Hesketh-Ford       | 54     | Spun Off        | 23   |        |
| Ret  | 34 | Hans-Joachim Stuck | March-Ford         | 52     | Motor           | 20   |        |
| Ret  | 5  | Mario Andretti     | Lotus-Ford         | 45     | Motor           | 2    |        |
| Ret  | 22 | Chris Amon         | Ensign-Ford        | 38     | Acidente        | 3    |        |
| Ret  | 21 | Michel Leclère     | Wolf-Williams-Ford | 20     | Motor           | 25   |        |
| Ret  | 37 | Larry Perkins      | Boro-Ford          | 18     | Motor           | 22   |        |
| Ret  | 30 | Emerson Fittipaldi | Fittipaldi-Ford    | 10     | Handling        | 21   |        |
| Ret  | 32 | Loris Kessel       | Brabham-Ford       | 5      | Acidente        | 26   |        |
| Ret  | 6  | Gunnar Nilsson     | Lotus-Ford         | 2      | Acidente        | 6    |        |
| Ret  | 7  | Carlos Reutemann   | Brabham-Alfa Romeo | 2      | Motor           | 16   |        |
| Ret  | 28 | John Watson        | Penske-Ford        | 0      | Acidente        | 17   |        |
| DNQ  | 33 | Jac Nellemann      | Brabham-Ford       |        |                 |      |        |

## Tabela do campeonato após a corrida
| Pos. | Piloto            | Pontos |
| ---- | ----------------- | ------ |
| 1    | Niki Lauda        | 52     |
| 2    | Jody Scheckter    | 23     |
| 3    | Patrick Depailler | 20     |
| 4    | James Hunt        | 17     |
| 5    | Clay Regazzoni    | 16     |

| Pos. | Construtor   | Pontos |
| ---- | ------------ | ------ |
| 1    | Ferrari      | 55     |
| 2    | Tyrrell-Ford | 31     |
| 3    | McLaren-Ford | 23     |
| 4    | Ligier-Matra | 10     |
| 5    | March-Ford   | 6      |

- Nota: Somente as primeiras cinco posições estão listadas. A temporada de 1976 foi dividida em dois blocos de oito corridas onde cada piloto descartaria um resultado. Neste ponto esclarecemos: na tabela dos construtores figurava somente o melhor colocado dentre os carros do mesmo time.